# فيكتور إيستاي
فيكتور إيستاي (بالإسبانية: Víctor Estay)‏ هو لاعب كرة قدم تشيلي في مركز الهجوم، ولد في 1951 في سانتياغو في تشيلي. شارك مع منتخب تشيلي لكرة القدم. أما مع النوادي، فقد لعب مع لاسيرينا ويونيون إسبانيولا.

## وصلات خارجية
- فيكتور إيستاي على موقع ناشيونال فوتبول تيمز (الإنجليزية)
- فيكتور إيستاي على موقع عالم كرة القدم.نت (الإنجليزية)